# Tebul Timur
Tebul Timur is een bestuurslaag in het regentschap Pamekasan van de provincie Oost-Java, Indonesië. Tebul Timur telt 2579 inwoners (volkstelling 2010).